# Cepești (okręg Aluta)
Cepești – wieś w Rumunii, w okręgu Aluta, w gminie Cungrea. W 2011 roku liczyła 318 mieszkańców.